# Федулов, Александр Николаевич
Алекса́ндр Никола́евич Феду́лов (р. 1955) — российский поэт, прозаик.

## Биография
Александр Федулов родился в 1955 году.

## Участие в творческих и общественных организациях
- Член Академии Зауми[1]
- Член Российского союза профессиональных литераторов[1]

## Награды и премии
- Международная отметина имени отца русского футуризма Давида Бурлюка[2]

### Поэтические книги
- Федулов Александр. АЗ УКа ЛЮДИ. — Тамбов, 2001. — 20 с.
- Федулов Александр. Книгирь. — Тамбов, 2001. — 20 с.
- Федулов Александр. БИ–Л–О (Выбранные места из дневника поэта): Стихотворения.. — Тамбов: Студия печати Галины Золотовой, 2012. — 160 с.
- Федулов Александр. Взапуски со змеем. Поэма случайных притяжений. — Тамбов: Студия печати Галины Золотовой, 2012. — 64 с.
- Федулов Александр. Апропусы изысканные читателем. — Тамбов: Студия печати Галины Золотовой, 2013.
- Федулов Александр. Шутки Пана Эрота и не только. — Тамбов: Студия печати Галины Золотовой, 2013.